# It’s a Mad, Mad, Mad, Mad Marge
«It's a Mad, Mad, Mad, Mad Marge» (рус. Эта безумная, безумная, безумная Мардж) — двадцать первый эпизод одиннадцатого сезона мультсериала «Симпсоны». Впервые вышел в эфир 14 мая 2000 года.

## Сюжет
Отто собирается жениться на своей новой подружке Бекки. Свадьба проводится на заднем дворе Симпсонов. Перед свадьбой Бекки признаётся Мардж, что ненавидит рок, который так обожает Отто. Мардж советует Бекки заставить Отто перестать слушать эту музыку. Это приводит к тому, что Бекки портит выступление свадебной рок-группы, а Мардж ставит Отто перед выбором между невестой и рок-группой. Отто предпочитает рок, и свадьба отменяется. Чувствуя себя виноватой перед Бекки, Мардж предлагает ей временно пожить у Симпсонов. Вскоре Мардж начинает ревновать Гомера к гостье и идёт за советом к своим сёстрам. Пэтти и Сельма говорят ей, что скоро Бекки убьёт Мардж и уведёт Гомера. Теперь у Мардж ещё и пробуждается паранойя. Она решает первой напасть на Бекки, но её вовремя останавливает полиция. В суде её приговаривают к заключению в дурдоме, откуда Мардж сбегает. Она возвращается домой, где замечает, что Бекки собирается убить её семью. Мардж останавливает женщину и только потом узнаёт, что это была лишь постановка для фильма, который снимал Барт для школьного задания. За это её пытаются усыпить прибывшие санитары, но именно Гомер делает это (так как Мардж приказала ему вымыть пол в доме).